# Иван Табаков (предприемач)
Иван Петров Табаков е български индустриалец и машинен инженер.

## Семейство
Инж. Иван Табаков е роден на 11 ноември 1894 г. в с. Ново село, Троянско, в семейството на Пена и Петър Табакови. Потомък е на стар и благороден новоселски род. Има 6 братя и сестри. Баща му Петър Табаков работи като данъчен служител /общински бирник/ в кметството в с. Ново село. Майка му Пена Табакова умира през 1918 г., оставяйки децата на грижите на овдовелия баща.
През 1933 г. Иван Табаков се жени за Богдана Панева, дъщеря на запасния генерал Ангел Панев. През 1934 и 1935 г. една след друга се раждат дъщерите Недялка и Пенка.

## Образование
Иван Табаков завършва гимназия в Севлиево. Става учител в село Ряховците. Записва се да учи право, но с избухването на Първата световна война през 1914 г. е мобилизиран и отива войник в Ксанти. След края на войната през 1918 г., решава да замине да следва в Германия. Пристига в град Хановер, където работи в машиностроителните заводи „Ханомаг“, усилено учи немски и впоследствие се записва да следва машинно инженерство в Техническия университет в Хановер.

## Кариера

### Фабрика „Титания“
След като завършва следването си в Хановер, решава да се завърне и да инвестира в България заедно със свой състудент, Херман Хамерзен. Купуват земя в Красно село, Боянско, и построяват фабрика. От Германия се внасят машини и оборудване. През 1925 г. е регистрирана метална фабрика „Титания“ за производство на алуминиеви и емайлирани съдове, електродомакински апарати, емайлирани табели и др.  Това е първата по рода си и най-голяма в България фабрика за емайлирани и алуминиеви изделия, собственост на Акционерно дружество „инж. Табаков и С-ие“.
Във фабриката има почти 100 работници, сред които почти всичките братя и сестри на Иван Табаков. Рекламната си кампания започват, като пържат палачинки в алуминиев тиган пред магазините „Хермес“ на бул. Дондуков №23 и №10. Фабриката поема сериозни поръчки, оборудва военни поделения, училища, произвежда модерни за времето си висококачествени емайлирани изделия, готварски печки, битови и промишлени пещи и други съоръжения. Печели награди от международни и национални изложения и панаири. През 1946 г. се открива клон на фабрика „Титания“ в Пловдив.  Инж. Иван Табаков патентова редица технологии и съоръжения. Участва активно в сесиите на Софийската индустриална търговска камара. Член е на управителния съвет на Съюза на българските индустриалци.

### Благотворителна дейност
След голямата бомбардировка в София през 1942 г. цялата столица се евакуира. Иван Табаков пристига в родното си Ново село, заедно със съпругата си и двете си деца. Нанасят се в къщата на Кирил Стоянов Балджиев. През кризисните следвоенни години проблемът с осветлението в селото е сериозен – светят си с газеничета, кандила или свещи. По настояване на няколко души, инж. Табаков се съгласява да електрифицира селото. Решено е да се използва водната енергия на една от водениците, но само вечер и нощем. Доставя едно динамо и го монтира в една от водениците. Почти във всеки дом вътрешната инсталация бива направена лично от него. Тя е проста и лека, тъй като е предвиждан ток само за осветление. Електрическият ток е слаб и непостоянен, а осветлението – бледо и жълтеникаво, особено в долната махала, но във всички случаи много по-добро от кандилата.
Иван Табаков помага на много хора. Прави дарения на училища и социални домове, подпомага частни инициативи, създава фондация „Пена и Петър Табакови“ в родното си Ново село.

### След 1944 г.
Когато на 5 септември 1944 г. Царство България скъсва дипломатическите си отношения с Третия райх, германските поданици, притежаващи капитали в страната, напускат България. Заминава си и семейството на инж. Херман Хамерзен. Участието му в размер на 50% във фабриката и имуществото му биват иззети. Автомобилът му става собственост на областния комитет на Отечествения фронт, а къщата му става „Клуб на работническата партия – район Красно село“. Ръководството на фабрика „Титания“ се поема от Управлението на Надзора върху неприятелските имоти в България  в лицето на Любомир Митиков. В качеството си на съсобственик и технически директор, инж. Иван Табаков продължава да работи активно въпреки огромните трудности. В края на войната българската индустрия се намира в тежък колапс, което налага въвеждане на гражданска мобилизация на предприятията. Материалите и суровините се разпределят с наряди от министерството на индустрията и по този начин държавата определя обема на производството. Стига се дори до определянето на асортимента и качеството. Въведени са разходни норми и нормирани цени на продукцията, които правят производството нерентабилно и губещо. Фабрика „Титания“ страда от липса на суровини, недостиг на горива и резервни части, забава на доставки и плащания. Въпреки това се изпълняват преимуществено държавни поръчки, снабдяват се българските военни части, болници и социални заведения. Голяма част от доставките са за съветската армия.
През май 1946 г. се приема Закон за предаване в собственост на Съветския съюз на германското имущество в България. По силата на този закон Съветският съюз става собственик на половината от фабрика „Титания“, принадлежала преди на инж. Хамерзен в общото акционерно дружество. Създава се т.нар. „Управление на съветските имущества в България“, което поема управлението на фабриката. За директор на цялото предприятие е назначен Филип Садовников. На 23. декември 1947 г. фабрика „Титания“ е национализирана. Дялът от 50% на Иван Табаков в собствеността на фабриката и акционерното дружество е национализиран, както и всички машини и съоръжения, активите и банковите сметки, половината от собствената му къща, родната къщата на жена му Богданка. Фабрика Титания влиза в собственост на държавата с няколко десетки милиона активен баланс, с модерни машини, научно-организирано производство и собствени индустриални и битови постройки.
Управляващият фабриката по това време представител на Управлението на съветските имущества в България Божерянов назначава инж. Иван Табаков през 1948 г. за технически директор, на която длъжност той остава до 1950 г. След 1950 г. всички производствени инсталации и съоръжения на фабрика „Титания“ са преместени в ДИП „Оборище “– Военна рампа. Там инж. Табаков ръководи строежа и монтажа на нова електрическа индукционна пещ за емайлиране. От април 1950 г. постъпва като технически ръководител в „Елпром“  – силнотоков завод „Васил Коларов“, където поставя основите на отдела за електрически индустриални пещи.

### Фотохартия „Фохар“
От април 1951 г. е назначен за технически ръководител на отдел Производство на фотохартии към Комитета за кинематография. Там той разработва и внедрява технология за съвременно производство на фотохартия и други материали и съоръжения. Участва дейно в създаването на новопроектираната фабрика Фохар и полага основите на модерното производство на кино-, фото- и рентгенови материали и хартия. В нея той работи до 1958 г., когато се пенсионира по болест.

## Смърт
Иван Табаков умира през 1958 г. от чернодробен карцином в дома си, в Красно село.